# Velebit, Kanjiža
Velebit (izvirno srbsko Велебит; madžarsko Velebit) je naselje v Srbiji, ki upravno spada pod Občino Kanjiža; slednja pa je del Severnobanatskega upravnega okraja.

## Demografija
V naselju živi 301 polnoletni prebivalec, pri čemer je njihova povprečna starost 47,0 let (45,7 pri moških in 48,2 pri ženskah). Naselje ima 157 gospodinjstev, pri čemer je povprečno število članov na gospodinjstvo 2,33.
To naselje je, glede na rezultate popisa iz leta 2002, v glavnem srbsko.
|  |

| Demografija | Demografija     | Demografija     |
| Leto        | Št. prebivalcev | Št. prebivalcev |
| ----------- | --------------- | --------------- |
|             |                 |                 |
|             |                 |                 |
|             |                 |                 |
|             |                 |                 |
| 1948        | 741             |                 |
| 1953        | 703             |                 |
| 1961        | 604             |                 |
| 1971        | 562             |                 |
| 1981        | 449             |                 |
| 1991        | 361             | 357             |
| 2002        | 376             | 366             |
|             |                 |                 |

| Etnična sestava po popisu iz leta 2002 | Etnična sestava po popisu iz leta 2002 | Etnična sestava po popisu iz leta 2002 | Etnična sestava po popisu iz leta 2002 | Etnična sestava po popisu iz leta 2002 |
| -------------------------------------- | -------------------------------------- | -------------------------------------- | -------------------------------------- | -------------------------------------- |
| Srbi                                   | Srbi                                   |                                        | 302                                    | 82,51%                                 |
| Madžari                                | Madžari                                |                                        | 59                                     | 16,12%                                 |
| Hrvati                                 | Hrvati                                 |                                        | 3                                      | 0,81%                                  |
| Črnogorci                              | Črnogorci                              |                                        | 1                                      | 0,27%                                  |
| Neznano                                | Neznano                                |                                        | 0                                      | 0,0%                                   |